# Міські автобуси у Кракові

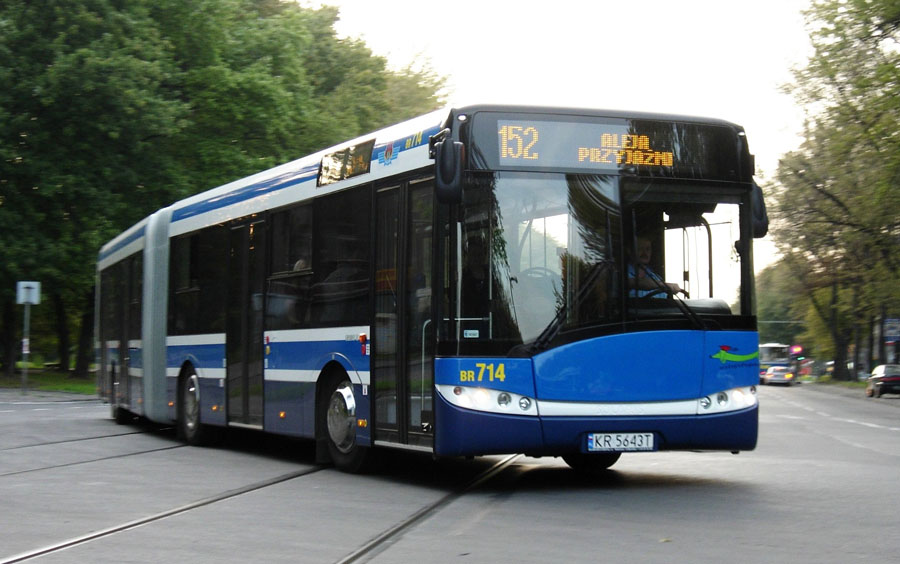
Solaris Urbino 18

Міські автобуси у Кракові (пол. Autobusy miejskie w Krakowie) є, в основному, власністю АТ «Міське транспортне підприємство» у Кракові (пол. Miejskie Przedsiębiorstwo Komunikacyjne SA w Krakowie (MPK)) та курсують на 70 міських денних маршрутах, 53 аґломераційних, 7 міських нічних, 1 аґломераційному нічному, 2 міських пришвидшених і 5 додаткових міських (допоміжних). У 1927 році впроваджено перший автобусний маршрут у Кракові. У розпорядженні MPK нині знаходиться 499 автобусів, здебільшого низькопідлогових. Середній вік автобусів MPK становить 7,34 року, що надає йому провідне місце у оновленні свого рухомого складу.

## Позначення маршрутів
Автобуси у Кракові мають 3-значне позначення номерів маршрутів. Різновид маршрутів визначається першою цифрою номера:
- 100-199 — міські денні маршрути (звичайні)
- 200-299 — аґломераційні маршрути
- 300-399 — аґломераційні пришвидшені маршрути
- 400-499 — міські допоміжні маршрути
- 500-599 — міські пришвидшені маршрути
- 600-699 — міські нічні маршрути (курсують з 23:00 до 4:00)
- 700-799 — тимчасові маршрути (впроваджуються на час ремонтів вулиць та транспортних вузлів)
- 800-899 — маршрути за замовленням
- 900-999 — аґломераційні нічні маршрути
- GK — безкоштовний маршрут, що належить Ґалереї Казімєж (пол. Galeria Kazimierz)

## Експлуатований рухомий склад
Станом на 2022 рік міські автобусні маршрути у Кракові обслуговуються такими типами рухомого складу:
- Autosan: H6-06, H6-20
- Jelcz: 120M, M081MB Vero, M121M, M121MB, M121M/4 CNG, M181MB, M182MB
- MAN: SG 242, NG 313
- Neoplan: Neoplan N4020
- Scania: CN113ALB, CN113CLL, CN94UB4x2 Omni City, CN94UA6x2 Omni City, Castrosua N94UA6x2
- Solaris Bus&Coach: Urbino 12, Urbino 18

MPK Краків має нині чотири історичні моделі рухомого автобусів:
- Jelcz 272 MEX + причеп P-01
- San H01B
- Nysa N59M
- Ikarus 280.26

Крім того, в музеї міської інженерії, що знаходиться на вул. Св. Лаврентія (пол. ul. św. Wawrzyńca), знаходяться такі моделі рухомого складу, що мають в майбутньому поповнити історичний рухомий склад: Ikarus 260, Ikarus 280, Jelcz M11, MAN SL 200, Scania CR 111, а також Scania CR 112.
24 вересня 2007 року з експлуатації виведено Ikarus 280.